# Пояна (Галац)
Пояна (рум. Poiana) — село у повіті Галац в Румунії. Входить до складу комуни Пояна.
Село розташоване на відстані 195 км на північний схід від Бухареста, 87 км на північний захід від Галаца, 131 км на південь від Ясс, 132 км на схід від Брашова.

## Населення
За даними перепису населення 2002 року у селі проживали 1383 особи. Рідною мовою 1382 особи (99,9%) назвали румунську.
Національний склад населення села:
| Національність | Кількість осіб | Відсоток |
| -------------- | -------------- | -------- |
| румуни         | 1366           | 98,8%    |
| цигани         | 15             | 1,1%     |